# Scrophularia moellendorffii
Scrophularia moellendorffii là một loài thực vật có hoa trong họ Huyền sâm. Loài này được Maxim. miêu tả khoa học đầu tiên năm 1880.